# ロバート・ブレイク

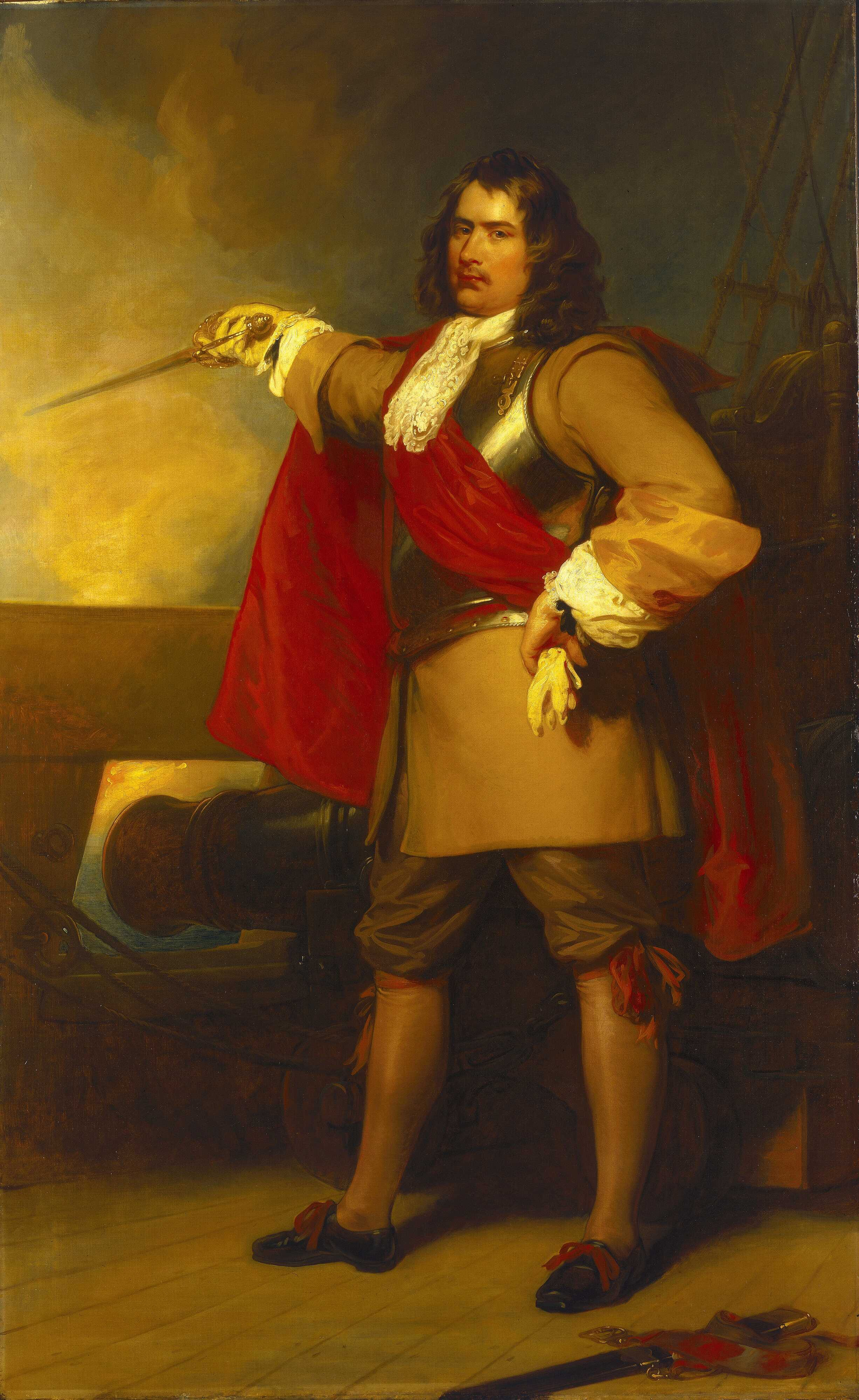
ロバート・ブレイク

ロバート・ブレイク（英: Robert Blake, 1598年9月27日（洗礼日） - 1657年8月17日）は、清教徒革命（イングランド内戦）期のイングランドの軍人・政治家。イングランド南西部サマセット・ブリッジウォーター出身。英蘭戦争（第一次英蘭戦争）時において大きな役割を果たした1人として知られる。

## 生涯
富裕な商人の子として生まれ、オックスフォード大学ウォドム・カレッジで学んだ後、ブリッジウォーターに戻る。1640年、短期議会と長期議会の庶民院議員に選出、1642年に第一次イングランド内戦が勃発すると議会派として故郷で挙兵、陸軍大佐としてイングランド内戦や英蘭戦争で陸海における議会派の指揮をとることとなる。
第一次内戦では南西部で王党派と対峙、1644年4月から6月にかけてイングランド王チャールズ1世の甥モーリスが率いる王党派の軍勢にライム・レジスを包囲されたが、市民からなる防衛隊を指揮して包囲を耐え抜き、ウォリック伯ロバート・リッチら海軍の補給もあり王党派が諦めて撤退するまで2ヶ月持ちこたえた。9月からの2度に渡るトーントン包囲戦でも粘り強さを発揮、最初の包囲戦は9月から12月まで3ヶ月耐え抜き、議会派のジェームズ・ホルボーン、アントニー・アシュリー＝クーパーらの救援で包囲を解除された。1645年3月から再びトーントンを王党派に包囲されても屈せず、6月に王党派が撤退しトーントンも守り抜いた。ブレイクのこの奮戦ぶりは市民たちから英雄と称えられただけでなく、西部の王党派の軍を釘付けにする役割も果たし、戦略上議会派が有利になる展開に貢献した。
内戦では陸戦の指揮を執ったが、1649年にゼネラル・アット・シーに任命された。これは便宜的な称号で、事実上議会派イングランド海軍の最高司令官だが、清教徒革命の際議会派に積極的に加わった提督がほとんどおらず、イングランド共和国（コモンウェルス）では海軍を指揮する人材が不足したため、議会軍の大佐クラスの陸軍軍人をゼネラル・アット・シーに任命し、艦隊の指揮をさせた（この制度は王政復古後もしばらく続いた）。以降は艦隊司令官としてイングランド艦隊を率いて海上でも王党派の艦隊と戦いを繰り広げ、1649年から1651年までカンバーランド公ルパート（モーリスの兄）を始めとする王党派艦隊を壊滅させてイギリス海峡の制海権を確保した。一方、1646年の補欠選挙ではニューモデル軍の独立派に属し当選、1651年から1652年まで国務会議委員を務めた。
1652年、かねてから険悪であったオランダ海軍の艦隊と遭遇。ブレイクはオランダのマールテン・トロンプにイギリス海峡におけるイングランド旗に対する敬礼を要求したもののこれを拒否され、さらに片舷斉射を受けた。これにより海戦に発展して第一次英蘭戦争の戦端が開かれた（グッドウィン・サンズの海戦またはドーバーの海戦）。その後もオランダ海軍と戦い続けケンティッシュ・ノックの海戦及びダンジュネスの海戦、ポートランド沖海戦を戦ったがポートランド沖海戦で重傷を負い、その後のガッバードの海戦とスヘフェニンゲンの海戦はジョージ・マンクが艦隊の指揮を執った。
常勝というわけではなかったが、海戦を通じて単縦陣を用いた艦隊戦術を編み出し大きな戦果を得た。これにはマンクとウィリアム・ペンの助けも大きく、商船と軍艦の混用廃止と艦隊司令長官が軍法会議を召集出来るように規定、重装備の戦列艦建造を促進、海軍力の充実・強化に努めた。第一次英蘭戦争から身を引いても海軍活動を続け、1653年にベアボーンズ議会で議員に選出されたが翌1654年に地中海へ派遣され、1655年4月にバルバリア海賊掃討の任務に就き、海賊の根拠地であるチュニジアのポルト・ファリーナ（現Ghar el-Melh）を艦砲射撃で壊滅させた。
やがてスペインとイングランドとの間で英西戦争が勃発すると出動、1656年から翌1657年にかけてスペイン海岸で海上封鎖に従事した。それから4月20日にカナリア諸島サンタ・クルス・デ・テネリフェを襲撃、城塞とスペイン艦隊を攻撃して撃破する勝利を挙げた。帰国の途に就いたが熱病にかかり8月17日にプリマス沖で死亡し、ウェストミンスター寺院に葬られた。死後、ブレイクの功績を称えていくつかの軍艦に彼の名が与えられた。